# Хованщина
Вижте пояснителната страница за други значения на Хованщина.
„Хованщина“ (на руски: Хованщина) е опера на руския композитор Модест Мусоргски.
Създадена по либрето на самия Мусоргски, тя описва Стрелецкия бунт в Москва през 1682 година и управлението на княз Иван Ховански. Мусоргски работи върху операта от лятото на 1872 година до смъртта си през 1881 година, като оставя без оркестрация финала и някои други елементи. Операта е завършена през 1883 година от Николай Римски-Корсаков, който е подложен на критики, че изменя първоначалния замисъл на Мусоргски, и първите нейни постановки са от малки любителски трупи. „Хованщина“ придобива по-широка известност след 1911 година, а свои преоркестрации на финала ѝ правят известни композитори като Игор Стравински и Дмитрий Шостакович.